# Sortenlisten von Kulturpflanzen

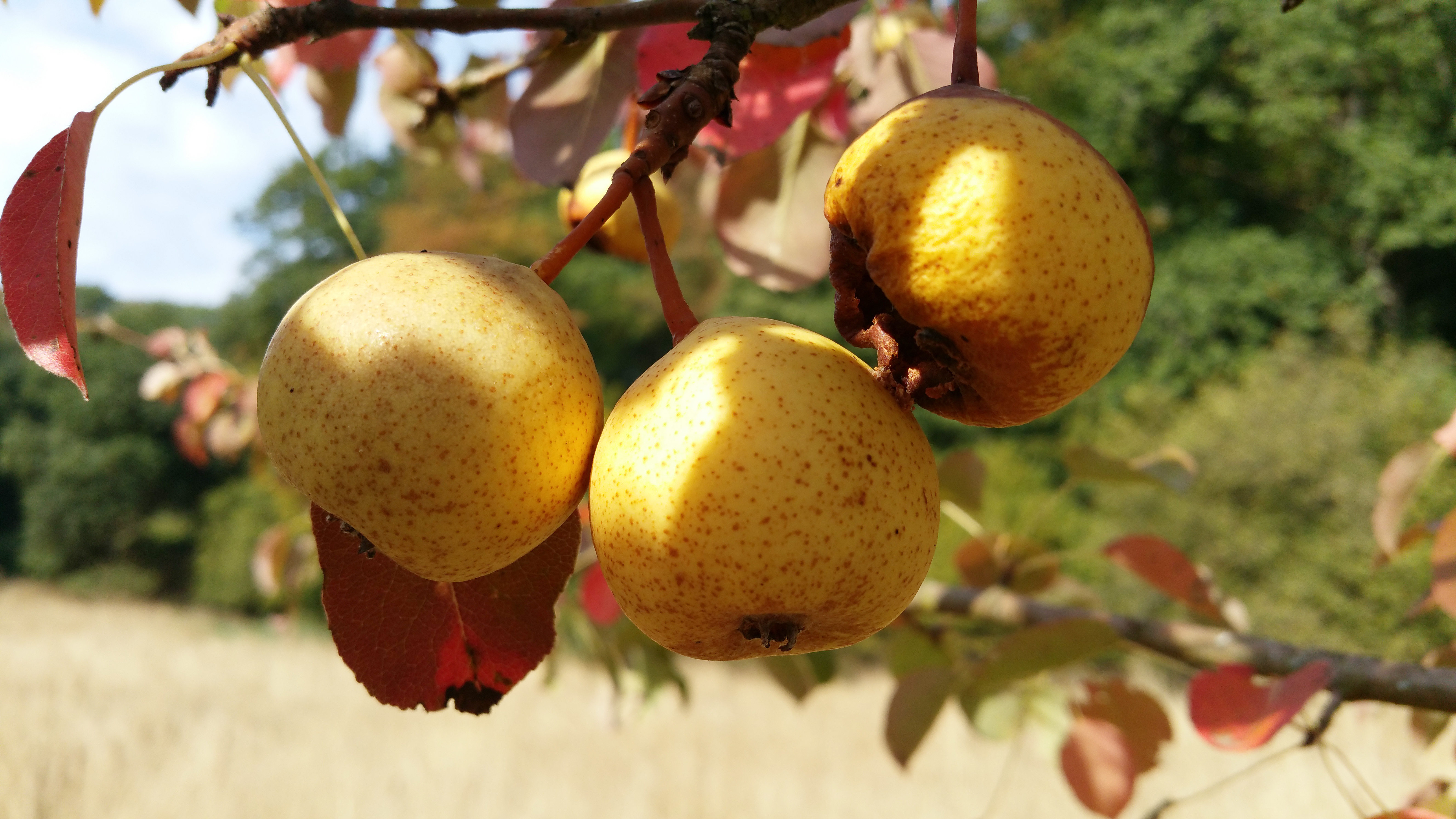
Wahlsche Schnapsbirne.

Zu den Sortenlisten von Kulturpflanzen zählen Listen für folgende Kulturpflanzen:

## Nutzpflanzen
Gemüse
- Liste der Gemüse
- Liste von Kartoffelsorten
- Liste der Paprika- und Chilisorten
- Liste der Tomatensorten

Obst
- Liste von Apfelsorten
- Liste von Birnensorten
- Liste der Esskastaniensorten
- Liste von Kirschsorten
- Liste von Quittensorten
- Liste von Rebsorten

## Zierpflanzen
- Liste von Rosensorten